# Colonia el Florido
Colonia el Florido är en ort i Mexiko.   Den ligger i kommunen Mazatepec och delstaten Morelos, i den sydöstra delen av landet, 80 km söder om huvudstaden Mexico City. Colonia el Florido ligger 990 meter över havet och antalet invånare är 1 008.
Terrängen runt Colonia el Florido är kuperad åt nordväst, men åt sydost är den platt. Runt Colonia el Florido är det ganska tätbefolkat, med 129 invånare per kvadratkilometer. Närmaste större samhälle är Temixco, 19,6 km nordost om Colonia el Florido. I omgivningarna runt Colonia el Florido växer huvudsakligen savannskog.